# Regent Airways
Regent Airways (in bengalese: রিজেন্ট এয়ারওয়েজ) era una compagnia aerea del Bangladesh di proprietà di HG Aviation Ltd, una consociata interamente controllata di Habib Group. Ha sede presso l'aeroporto Internazionale di Dacca-Hazrat Shahjalal.
A marzo 2020 ha cessato tutte le operazioni di volo.

## Storia
Regent Airways è stata fondata nel 2010 e le sue operazioni sono iniziate il 10 novembre dello stesso anno. Ha sede nella Siaam Tower a Uttara, Dacca. La compagnia ha ampliato la sua flotta con due Boeing 737-700 con un contratto di locazione di sei anni da ILFC e ha lanciato voli internazionali nel luglio 2013: Kuala Lumpur a luglio, Bangkok e Calcutta a ottobre e Singapore a dicembre. Nell'aprile 2016 il vettore ha lanciato voli per Mascate, la sua quinta destinazione internazionale.
A dicembre 2021, la compagnia aerea, a causa dei suoi problemi finanziari e avendo a disposizione solo due aerei, ha limitato la sua destinazione a sole otto città, tre delle quali Dacca, Chittagong e Cox's Bazar e cinque rotte internazionali, ovvero Doha, Calcutta, Kuala Lumpur , Mascate e Singapore.

## Flotta
Regent Airways operava con i seguenti aeromobili: